# Martha Grosse
Martha Grosse (verheiratet Martha Fuchs; geboren am 10. Mai 1877 in Magdeburg; gestorben am 19. September 1946 in Berlin) war eine katholische Lyrikerin und Dramatikerin.
Sie war die Tochter des Geheimen Baurats Adelbert Grosse. 1913 verheiratete sie sich mit Franz Fuchs, behielt aber in ihren schriftstellerischen Arbeiten den Geburtsnamen bei.

## Werke
- Wir Mädchen. Gedichte in Prosa und Versgedichte. Schöningh, Paderborn 1909.
- Schnee, Paderborn 1912.[1]
- Stimme im Sturm. Kriegslieder. Schöningh, Paderborn 1915.
- Maria und das Jesuskind. Zwölf Scherenschnitte v. Marie Louise Kämpffe. mit Versen von Martha Grosse und alten Weisen, gezeichnet von Hannes M. Avenarius. Evangelischer Preßverband für Schlesien, Breslau 1920.
- Wir Frauen. Edda-Verlag, Cassel [1921].
- Die Passion. Gedichte. Germania, Berlin 1929.
- Weisheit in der Waschküche. Ein Weihnachts-Volksstück in 2 Bildern. E. Bloch, Berlin 1931.
- In Stellung. Ein Lebensausschnitt in 14 Bildern. E. Bloch, Berlin 1931.
- Im Altersheim. Eine Szene. E. Bloch, Berlin 1931.